# Мейльман, Лев Наумович
Лев Наумович Мейльман (24 июня 1900, Москва — 1960, Балхаш) — советский архитектор. Племянник Л. Д. Троцкого, один из немногих его близких родственников в СССР, переживших период сталинских репрессий.

## Биография
Лев Мейльман родился в Москве 24 июня 1900 года. Его отец, Наум Исаакович Мейльман, был врачом. Мать, Елизавета Давидовна Бронштейн, была врачом-стоматологом и сестрой революционера Льва Давидовича Бронштейна (Троцкого). Другая сестра, Ольга Давидовна Бронштейн, была женой революционера Льва Борисовича Каменева.
Лев Мейльман получил всестороннее образование: изучал музыку, изобразительное искусство, литературу. В 1921 году поступил в Московское высшее техническое училище (МВТУ) на инженерно-строительный факультет. Его учителями были В. А. Веснин и А. В. Кузнецов. В 1927 году окончил МВТУ. В 1926—1928 под руководством А. В. Кузнецова участвовал в проектировании и строительстве комплексов ЦАГИ на улице Радио (совместно с И. С. Николаевым, Б. В. Гладковым, В. Я. Мовчаном, Г. Я. Мовчаном, А. С. Фисенко, Г. Г. Карлсеном) и Всесоюзного Электротехнического Института (ВЭИ) (ныне лабораторно-учебный корпус МЭИ) на Красноказарменной улице. В 1932 году вступил в Союз архитекторов СССР.
На протяжении десяти лет преподавал в Военно-строительной академии, затем работал в Академии архитектуры СССР в должности старшего научного сотрудника. Много ездил по стране, изучая народную архитектуру. В 1935—1937 годах совместно с Г. Я. Мовчаном занимался проектированием и строительством водного стадиона «Динамо» на Химкинском водохранилище.
В 1938 году Лев Мейльман, как родственник Л. Д. Троцкого, был выслан из Москвы в Ульяновск. Там он преподавал в техникуме, изучал деревянное зодчество Ульяновской области. В 1945 году Лев Мейльман вместе с пятьюдесятью членами семьи Л. Д. Троцкого был арестован «за шпионаж» и этапирован в Казахстан. Отбывал заключение в посёлке Риддер, затем в Караганде и Красноярске. В Джезказгане работал в лагерном проектном бюро. После освобождения из лагерей отбывал ссылку в Балхаше, где работал инженером-конструктором УКСа на медеплавильном заводе. Планировал вернуться в Москву, но ему было отказано в прописке. Умер в 1960 году от сердечной болезни.

## Семья
Первая жена Льва Мейльмана, Зоя, после его ссылки в Ульяновск, подала на развод и вышла замуж за сотрудника госбезопасности, который вёл дело архитектора. Вторая жена Льва Мейльмана, Анна Александровна Касатикова, была его двоюродной сестрой: её отец Александр Бронштейн приходился братом матери архитектора.